# خودبسندگی در معماری ایران

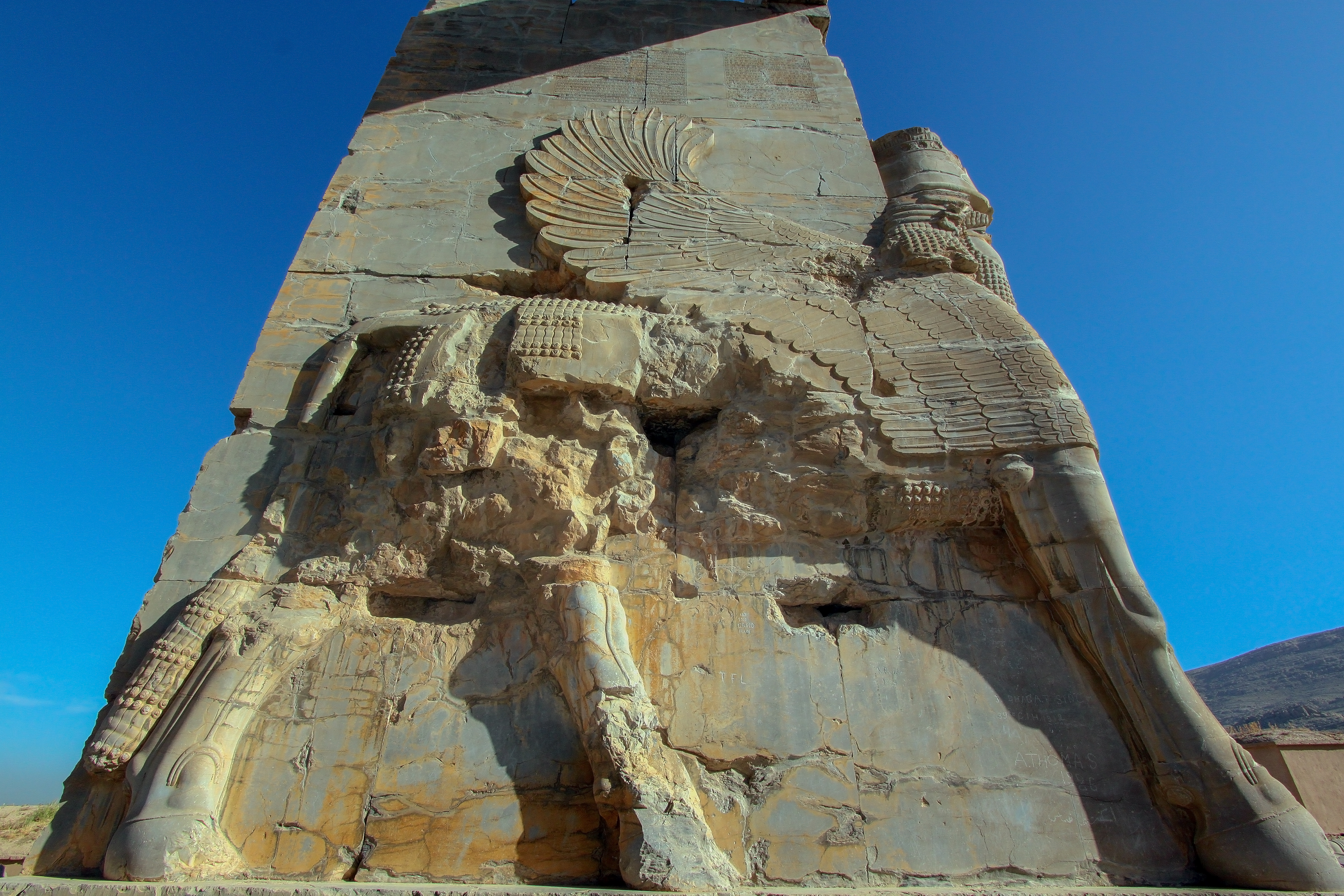
تخت جمشید نمونه ای از خودبسندگی در معماری ایرانی

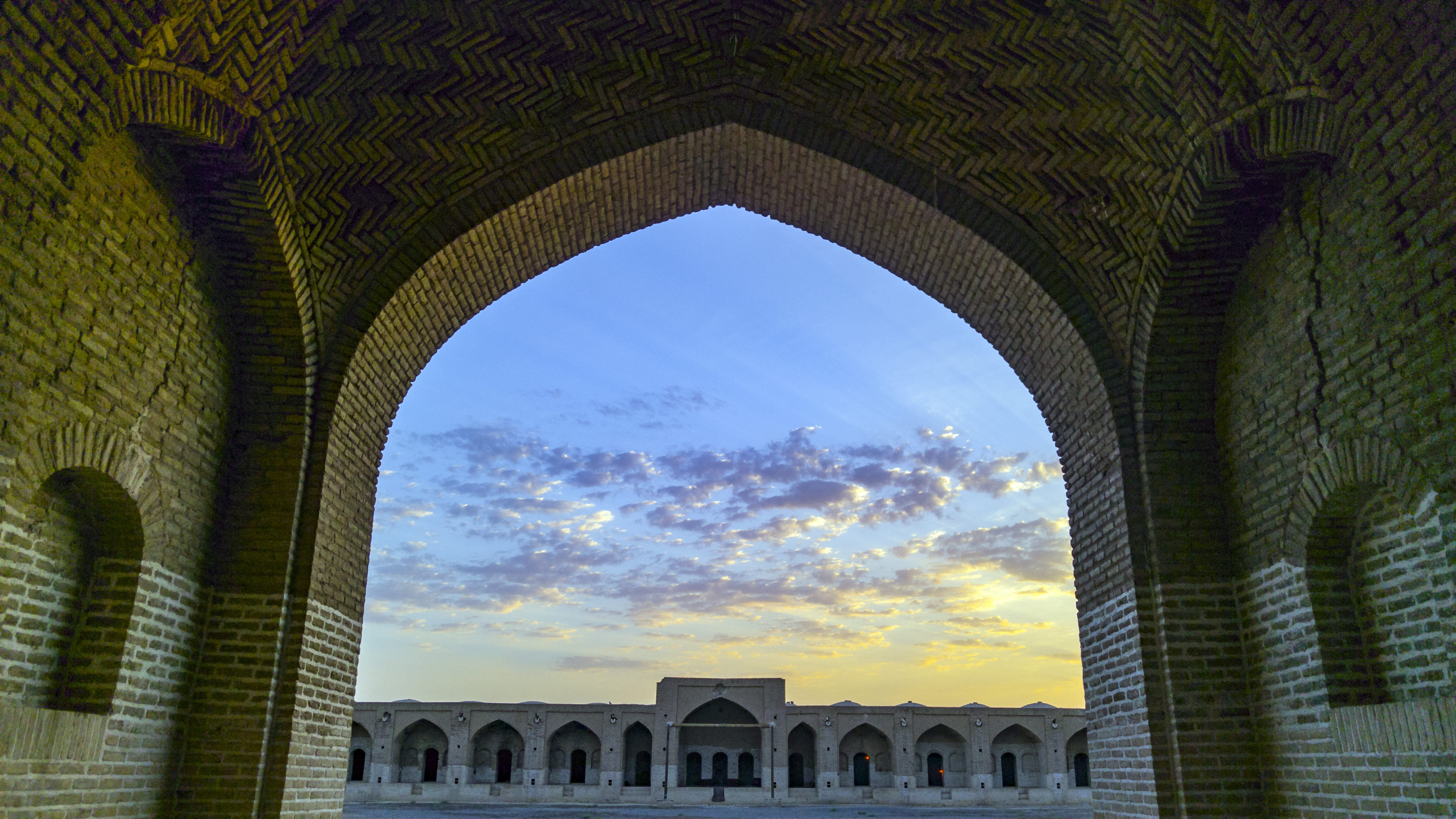
کاروانسرای ساسانی دیر گچین که دو کوره آجرپزی در کنار آن برای تأمین مصالح مورد نیاز بنا به صورت بوم آورد بوده است.

معماران ایرانی تلاش میکردند مواد اولیه مورد نیاز خود را از نزدیکترین مکانها بدست آورند و چنان ساختمان‌سازی میکردند که نیازمند به مواد اولیه مکانهای دیگر نباشد و خود بسند باشند.بدین گونه کار ساخت با شتاب بیشتری انجام میگرفت و ساختمان با طبیعت پیرامون خود "سازگارتر" می شده‌است و هنگام نوسازی آن نیز همیشه مصالح اولیه آن در دسترس بوده‌است.
معماران ایرانی بر این باور بودند که مصالح اولیه باید "بوم آورد" یا محلی باشد. به گفته دیگر فرآورده (محصول)از همان محل باشد که ساختمان ساخته می‌شود و تا آنجا که امکانپذیر است از امکانات محلی بهرهگیری شود.
برای نمونه در ساخت تخت جمشید، بهترین سنگ را از یک معدن در نزدیکی دشت مرغاب به دست میآورند و با ارابههای چوبی به تخت جمشید میرساندند.
این سنگ را بیشتر برای روکش دیوارهای ستبر خشتی بکار میبردند.فرآوردن خشت نیز کار بسیار ساده بوده‌است.
معماران ایرانی تا آنجا که امکانپذیر بود تلاش داشتند مصالح اولیه مرغوب بکار برند و با بهترین گونه خاک،گچ،آهک و سنگ کار میکردند.اگر فرآوردن و آماده ساختن آن از همان جا امکانپذیر نبود،از جای دورتر بهره میگرفتند.برای نمونه چون خاک پیرامون شیراز، "ریگ بوم" بود، به کار آجر ساختن نمیخورد، پس خاک رس بهتر را از لار یا از خان خوره (آبادی میان راه اصفهان) بدست میآوردند.یا در کناره کویر،چون خاک شوره دار بود،آجر خوبی بدست نمیآمد.پس هنگام کار این آجرها را میان چند رج خشت میچیدند و برای از میان بردن شوره آنها،دوغابی به نام "فرش آهک" بکار میبردند که با ماسه نرم درست میشد.